# Órbita geosíncrona

Animación de un satélite geosíncrono

Una órbita geosíncrona, geosincrónica o GSO (siglas del inglés geosynchronous orbit) es una órbita geocéntrica que tiene el mismo periodo orbital que el periodo de rotación intrínseca local de la Tierra. Tiene un semieje mayor de 42 164 km en el plano ecuatorial.
Las órbitas síncronas existen alrededor de todas las lunas, planetas, estrellas y agujeros negros, a menos que roten tan lentamente que la órbita estuviera fuera de su esfera de Hill. La mayoría de las lunas interiores de los planetas tienen rotación síncrona, así que sus órbitas síncronas, en la práctica, están limitadas a sus puntos de Lagrange. Los objetos con rotación caótica (como Hiperión) son también problemáticos, ya que sus órbitas síncronas cambian imprevisiblemente.
Una órbita geosíncrona que es circular y ecuatorial es una órbita geoestacionaria y mantiene su posición relativa respecto a la superficie de la Tierra. Si se pudiera ver el satélite en órbita geoestacionaria parecería flotar en el mismo punto del cielo, es decir, no tendría movimiento diurno mientras que se vería al Sol, la Luna y las estrellas atravesar el cielo detrás de él. Esta órbita tendría un radio aproximado de 42 164 km desde el centro de la Tierra equivalentes a aproximadamente 35 790 km sobre el nivel del mar.

## Órbitas circulares geosíncronas

Órbita geosíncrona no geoestacionaria. Semieje mayor = 42165 km. Excentricidad = 0º(circular). Inclinación = 45º

Las órbitas geosíncronas en el ecuador se conocen como órbitas geoestacionarias. Una órbita geoestacionaria perfecta es una quimera que sólo puede ser aproximada. En la práctica, el satélite se desviaría fuera de su órbita debido perturbaciones como el viento solar, variaciones en el campo gravitacional de la Tierra, y la gravedad de la Luna y el Sol. Se utilizan cohetes para mantener la órbita en un proceso conocido como mantenimiento de posición orbital.

## Otras órbitas geosíncronas
Las órbitas elípticas se diseñan para satélites de comunicaciones que se mantiene a la vista de su estación base o receptor. Un satélite en órbita geosíncrona parece oscilar en el cielo desde el punto de vista de la estación base dibujando un analema en el cielo. 
Teóricamente, una órbita geosíncrona activa puede mantenerse si se usan otras fuerzas aparte de la gravedad para mantener la órbita como velas solares,

## Historia
El autor Arthur C. Clarke se considera padre de la popularización de la órbita geoestacionaria para satélites de comunicaciones. Por ello, la órbita también se conoce como órbita de Clarke. El conjunto de satélites en esta órbita se llama Cinturón de Clarke.
El primer satélite geosíncrono fue diseñado por Harold Rosen mientras trabajaba en Hughes Aircraft en 1959. Inspirado por el Sputnik 1, quiso utilizar un satélite geoestacionario (ecuatorial geosíncrono) para globalizar las comunicaciones. Las telecomunicaciones entre Estados Unidos y Europa eran entonces posibles entre sólo 136 personas a la vez, y dependían de radios de alta frecuencia y de un cable submarino.
La sabiduría convencional de la época era que se necesitaría demasiada potencia de cohete para colocar un satélite en una órbita geosíncrona y que no sobreviviría lo suficiente como para justificar el gasto, por lo que los primeros esfuerzos se dirigieron hacia constelaciones de satélites en órbitas terrestres bajas o medias. Los primeros de ellos fueron los satélites pasivos Balón Echo en 1960, seguidos del Telstar 1 en 1962. Aunque estos proyectos tenían dificultades con la intensidad de la señal y el seguimiento que podrían resolverse mediante satélites geosíncronos, el concepto se consideraba poco práctico, por lo que Hughes a menudo retenía los fondos y el apoyo.
¡En 1961, Rosen y su equipo habían fabricado un prototipo cilíndrico con un diámetro de 76 centímetros (29,9 plg), una altura de 38 centímetros (15,0 plg), y un peso de 11,3 kilogramos (24,9 lb); era ligero, y lo suficientemente pequeño, como para ser puesto en órbita mediante la cohetería entonces disponible, estaba estabilizado por espín y utilizaba antena dipolar produciendo una forma de onda en forma de panqueque. En agosto de 1961, fueron contratados para comenzar a construir el satélite de trabajo. Perdieron Syncom 1 por un fallo electrónico, pero Syncom 2 fue colocado con éxito en una órbita geosíncrona en 1963. Aunque su órbita inclinada seguía requiriendo antenas móviles, fue capaz de retransmitir emisiones de televisión y permitió al presidente estadounidense John F. Kennedy telefonear al primer ministro nigeriano Abubakar Tafawa Balewa desde un barco el 23 de agosto de 1963.
Inicialmente, los satélites geoestacionarios también llevaban llamadas de teléfono pero ya no son usados habitualmente, debido al tiempo que tarda la señal en llegar desde la tierra hasta el satélite y volver dos veces (emisor-satélite-receptor-satélite-emisor para una llamada de teléfono) que es aproximadamente 0,5 s. Casi todos los rincones del planeta tienen ahora comunicaciones terrestres (microondas, fibra óptica, celular), incluso bajo el mar, con una capacidad muy superior a los enlaces vía radio de los satélites. La telefonía vía satélite se limita a lugares pequeños y aislados que no tienen instalaciones terrestre, como las islas árticas de Canadá, la Antártida, Alaska y Groenlandia, plataformas petroleras o exploraciones mineras en sitios aislados, como Pascua Lama. Y obviamente para las comunicaciones marítimas, donde el uso de Inmarsat C o Mini C, por ejemplo, forma parte del Sistema mundial de Socorro Marítimo. 
Hoy en día hay cientos de satélites geosíncronos que proporcionan teledetección, navegación y comunicaciones.
También se utilizan satélites para televisión, tanto para la recepción de señales como para la transmisión de eventos especiales, por ejemplo los deportivos (Superbowl, Champions League, Fórmula 1, etc.) o para unidades móviles de noticias que transmiten desde diversos sitios, a veces varios distintos durante el mismo día, siendo este el uso comercial más habitual.

## Órbitas propuestas

### Propuesta de statita
Una statita es un satélite hipotético que utiliza la presión de radiación del sol contra una vela solar para modificar su órbita.
Mantendría su ubicación sobre el lado oscuro de la Tierra a una latitud de aproximadamente 30 grados. Regresaría al mismo lugar en el cielo cada 24 horas desde la perspectiva de un espectador basado en la Tierra, por lo que sería funcionalmente similar a una órbita geosincrónica.

### Ascensor espacial
Otra forma de órbita geosíncrona es el ascensor espacial teórico. Cuando un extremo está conectado al suelo, para altitudes por debajo del cinturón geoestacionario, el ascensor mantiene un período orbital más corto solo por la gravedad.

## Satélites retirados

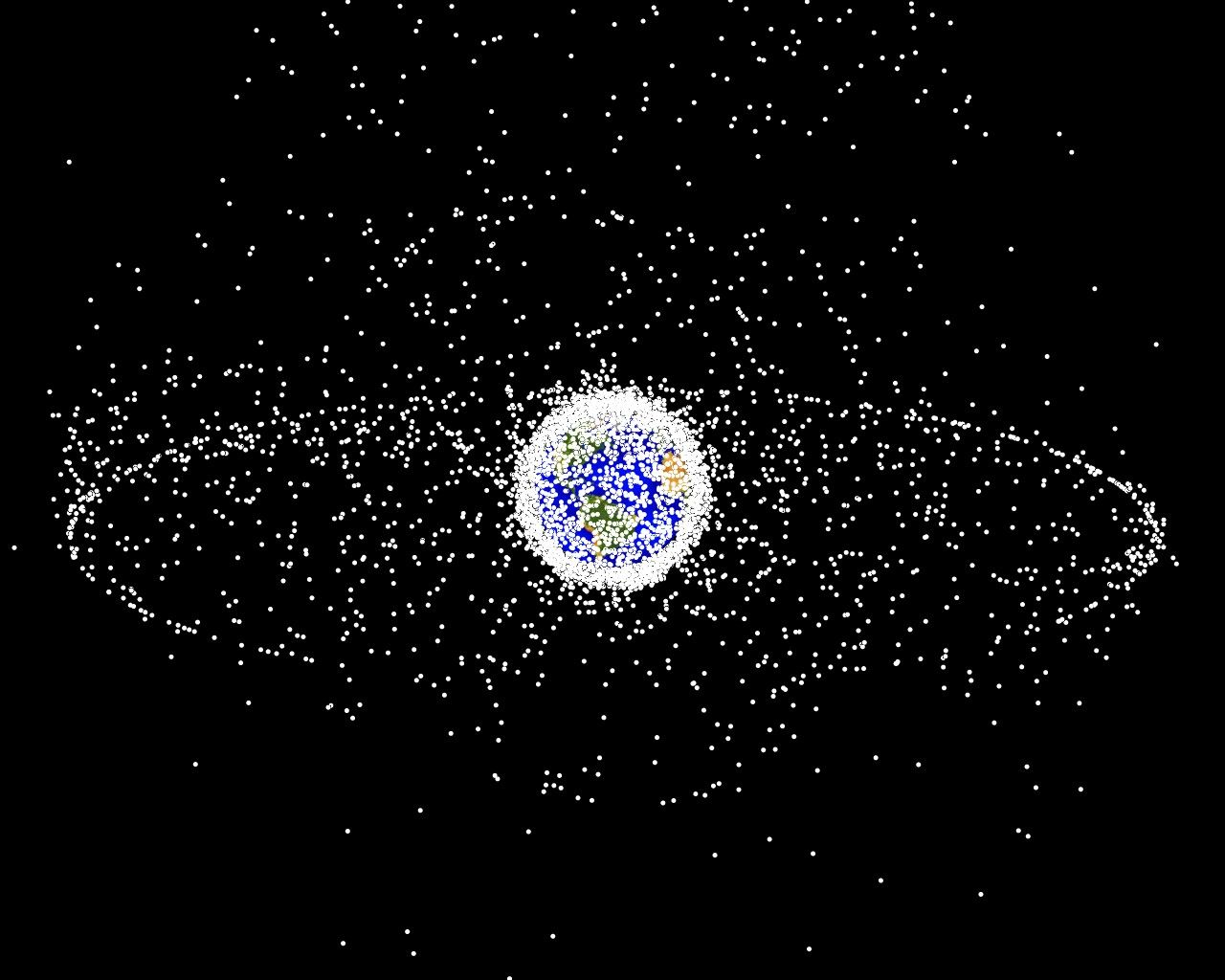
Una imagen de desechos espaciales generada por ordenador. Se muestran dos campos de desechos: alrededor del espacio geosíncrono y de la órbita terrestre baja.

Los satélites geosíncronos requieren un cierto mantenimiento de la estación para mantener su posición, y una vez que se les acaba el combustible de los propulsores y dejan de ser útiles se trasladan a una órbita cementerio más alta. No es factible retirar de órbita los satélites geosíncronos, ya que se necesitaría mucho más combustible que elevar ligeramente la órbita, y el arrastre atmosférico es insignificante, lo que da a los OSG una vida útil de miles de años.
El proceso de retirada está cada vez más regulado y los satélites deben tener un 90% de probabilidades de moverse a más de 200 km por encima del cinturón geoestacionario al final de su vida útil.

### Desechos espaciales
La basura espacial en órbitas geosíncronas suele tener una velocidad de colisión menor que en LEO, ya que la mayoría de los satélites GSO orbitan en el mismo plano, altitud y velocidad; sin embargo, la presencia de satélites en órbitas excéntricas permite colisiones de hasta 4 km/s. Aunque una colisión es comparativamente poco probable, los satélites OSG tienen una capacidad limitada para evitar cualquier desecho.
Los escombros de menos de 10 cm de diámetro no pueden verse desde la Tierra, lo que dificulta la evaluación de su prevalencia.
A pesar de los esfuerzos por reducir el riesgo, se han producido colisiones de naves espaciales. El satélite de telecomunicaciones Olympus-1 de la Agencia Espacial Europea fue golpeado por un meteoroide el 11 de agosto de 1993 y finalmente trasladado a una órbita cementerio, y en 2006 el satélite de comunicaciones ruso Express-AM11 fue alcanzado por un objeto desconocido y quedó inoperativo, aunque sus ingenieros tuvieron suficiente tiempo de contacto con el satélite para enviarlo a una órbita cementerio. En 2017, tanto AMC-9 como Telkom-1 se partieron por una causa desconocida..

## Propiedades

La órbita de un satélite geosíncrono con una inclinación, desde la perspectiva de un observador fuera de la tierra (ECI) y de un observador que gira alrededor de la tierra a su velocidad de giro (ECEF).

Una órbita geosíncrona tiene las siguientes propiedades:
- Período: 1436 minutos (un día sideral)
- Semieje mayor: 42 164 km[19]: 121

### Periodo
Todas las órbitas geosíncronas tienen un período orbital igual a exactamente un día sideral. Esto significa que el satélite regresará al mismo punto sobre la superficie de la Tierra cada día (sideral), independientemente de otras propiedades orbitales.: 121  Este período orbital, T, está directamente relacionado con el semieje mayor de la órbita a través de la fórmula:
{\displaystyle T=2\pi {\sqrt {a^{3} \over \mu }}}
dónde:
a es la longitud del semieje mayor de la órbita
{\displaystyle \mu } es el parámetro gravitacional estándar del cuerpo central: 137 

### Inclinación
Una órbita geosíncrona puede tener cualquier inclinación.
Los satélites suelen tener una inclinación de cero, lo que garantiza que la órbita permanezca sobre el ecuador en todo momento, haciéndola estacionaria con respecto a la latitud desde el punto de vista de un observador terrestre (y en el marco de referencia ECEF).: 122 
Otra inclinación popular es 63,4° para una órbita tundra, lo que asegura que el argumento del perigeo de la órbita no cambie con el tiempo.

### Seguimiento terrestre
En el caso especial de una órbita geoestacionaria, el seguimiento terrestre de un satélite es un solo punto en el ecuador. En el caso general de una órbita geosíncrona con una inclinación o excentricidad distinta de cero, la trayectoria terrestre es una forma de ocho más o menos distorsionada, que regresa a los mismos lugares una vez por día sideral.: 122 